# Jake Paul
Jake Joseph Paul (n. 17 ianuarie 1997, Cleveland, Ohio, SUA)  este un actor american, boxer profesionist și o personalitate pe internet care a devenit faimos prin intermediul aplicației Vine. Paul a ieșit în evidență pentru rolul sau „Dirk” din seria Disney Channel intitulată Bizaardvark. El a devenit de atunci un subiect de controversă datorită comportamentului său necontrolat și neadecvat.

## Biografie
Paul s-a născut în Cleveland.  Acesta a crescut în Westlake, Ohio. Este fiul lui Pamela Ann Stepnick (née Meredith) și agentului imobiliar Gregory Allan Paul. Fratele său mai mare, Logan Paul, susține că Jake este de origine engleză, germano-evreiască, irlandeză, scoțiană și galeză.

## Carieră
Paul și-a început cariera în septembrie 2013, încărcând videoclipuri pe platforma Vine. La momentul închiderii Vine, Jake Paul a avut 5,3 milioane de urmăritori și 2 miliarde de vizualizări pe platformă.
În 2015, a fost anunțat că Paul va juca în rolul lui Dirk în noua serie de pe Disney Channel intitulată Bizaardvark.

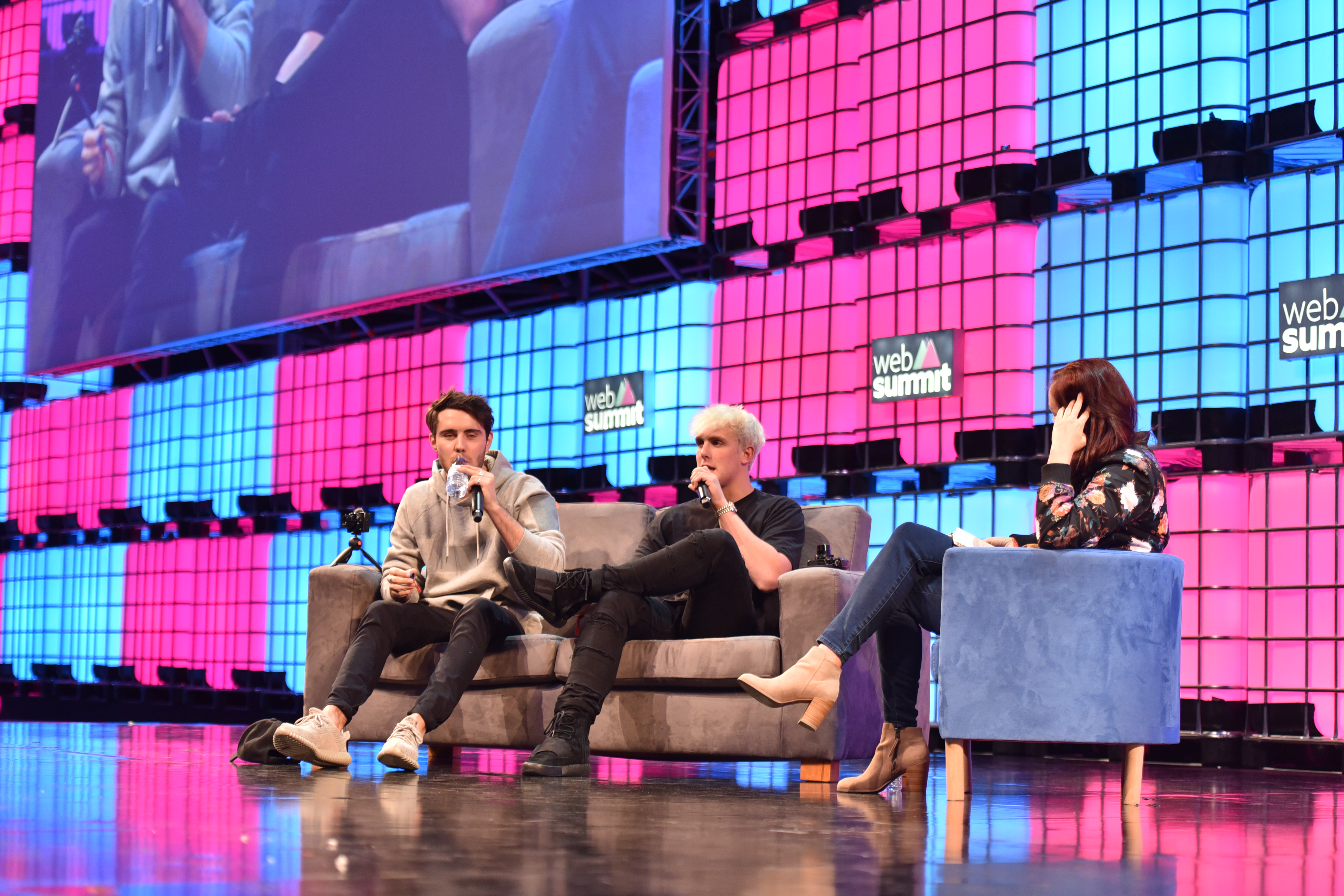
Jake Paul la Summit-ul Web în 2016

Pe 5 ianuarie 2017, Paul a fost printre invitații unui eveniment desfășurat la Casa Albă care se axa pe tema rețelelor sociale. Ca o cascadorie pentru canalul său de vlog de pe YouTube, acesta s-a ascuns într-o baie, înainte de a părăsi Casa Albă la ora 3:30, fără a fi confruntat de securitate.
La 17 ianuarie 2017, Paul a lansat „Team 10”, având o finanțare de 1 milion de dolari pentru a crea un management de marketing al influencerilor. Investitorii includ Danhua Capital, Horizons Alpha, Vayner Capital, Sound Ventures & A-Grade Investments și Adam Zeplain.
La 30 mai 2017, Paul a lansat un videoclip muzical  alături de Team 10, intitulat „It's Everyday Bro“, care a atins peste 70 de milioane de vizualizări pe YouTube în prima lună și a devenit al treilea videoclip cel mai neapreciat videoclip de pe YouTube. Cântecul a atins poziția 91 la Billboard Hot 100 pe graficul din 24 iunie 2017.

## Viața personală
Paul a avut o relație cu Alissa Violet din vara anului 2015 până în februarie 2017. A fost împreună cu Erika Costell din aprilie 2018 până în noiembrie 2018. În prezent este într-o relație cu Tana Mongeau din aprilie 2019.

## Rezultate în box
| No. | Rezultat | Record | Adversar       | Metodă | Rundă, minut | Dată              | Oraș                                                | Note |
| --- | -------- | ------ | -------------- | ------ | ------------ | ----------------- | --------------------------------------------------- | ---- |
| 6   | Victorie | 6–0    | Anderson Silva | UD     | 8            | 29 octombrie 2022 | Desert Diamond Arena, Glendale, Arizona, SUA        |      |
| 5   | Victorie | 5–0    | Tyron Woodley  | KO     | 6 (8), 2:12  | 18 decembrie 2021 | Amalie Arena, Tampa, Florida, SUA                   |      |
| 4   | Victorie | 4–0    | Tyron Woodley  | SD     | 8            | 29 august 2021    | Rocket Mortgage FieldHouse, Cleveland, Ohio, SUA    |      |
| 3   | Victorie | 3–0    | Ben Askren     | TKO    | 1 (8), 1:59  | 17 aprilie 2021   | Mercedes-Benz Stadium, Atlanta, Georgia, SUA        |      |
| 2   | Victorie | 2–0    | Nate Robinson  | KO     | 2 (6), 1:24  | 28 noiembrie 2020 | Staples Center, Los Angeles, California, SUA        |      |
| 1   | Victorie | 1–0    | AnEsonGib      | TKO    | 1 (6), 2:18  | 30 ianuarie 2020  | The Meridian at Island Gardens, Miami, Florida, SUA |      |

## Filmografie
| An   | Titlu         | Rol       | notițe |
| ---- | ------------- | --------- | ------ |
| 2016 | Dance Camp    | Lance     |        |
| 2016 | Mono          | Dugan     | Camee  |
| 2016 | Airplane Mode | El însuși |        |

| An        | Titlu              | Rol       | notițe                                           |
| --------- | ------------------ | --------- | ------------------------------------------------ |
| 2016-2018 | Bizaardvark        | Dirk      | Rolul principal (pe parcursul sezoanelor 1 și 2) |
| 2016      | The Monroes        | Conrad    |                                                  |
| 2016      | Walk the Prank     | El însuși | Invitat special                                  |
| 2017      | The Price Is Right | El însuși | Invitat special                                  |

| An   | Titlu                 | Rol       | notițe                                |
| ---- | --------------------- | --------- | ------------------------------------- |
| 2018 | The Mind of Jake Paul | El însuși | Subiectul principal al documentarului |

## Discografie

### Jucări îndelungate
- Litmus (cu Team 10) (2017) [19]

### Single-uri
| Titlu                                                                        | An   | Vârful pozițiilor grafice | Vârful pozițiilor grafice | Certificări     |   |   |  |
| ---------------------------------------------------------------------------- | ---- | ------------------------- | ------------------------- | --------------- | - | - |  |
| Titlu                                                                        | An   | "Shakey" (cu Greg Cipes)  | 2015                      | Certificări     | - | - |  |
| "It's Everyday Bro" (cu Team 10)                                             | 2017 | 91                        | 56                        | - RIAA: platină |   |   |  |
| "Ohio Fried Chicken" (cu Chance Sutton și Anthony Trujillo)                  | 2017 | -                         | -                         |                 |   |   |  |
| "Jerika" (cu Erika Costell featuring Uncle Kade)                             | 2017 | 86                        | 76                        |                 |   |   |  |
| "That Ain't on the News"                                                     | 2017 | -                         | -                         |                 |   |   |  |
| "Jake Paulers"                                                               | 2017 | -                         | -                         |                 |   |   |  |
| "No Competition" (cu Dynamite Dylan)                                         | 2017 | -                         | -                         |                 |   |   |  |
| "Saturday Night" (cu Chad Tepper și Nick Crompton)                           | 2017 | -                         | -                         |                 |   |   |  |
| "It's Everyday Bro" (Remix) (cu Gucci Mane)                                  | 2017 | -                         | -                         |                 |   |   |  |
| "Malibu" (cu Chad Tepper)                                                    | 2018 | -                         | -                         |                 |   |   |  |
| "My Teachers" (cu Sunny și AT3)                                              | 2018 | -                         | -                         |                 |   |   |  |
| "Randy Savage" (cu Team 10 și Jitt & Quan)                                   | 2018 | -                         | -                         |                 |   |   |  |
| "Cartier Vision" (cu AT3 și Jitt & Quan)                                     | 2018 | -                         | -                         |                 |   |   |  |
| "Champion" (cu Jitt & Quan)                                                  | 2018 | -                         | -                         |                 |   |   |  |
| "I'm Single"                                                                 | 2019 | -                         | -                         |                 |   |   |  |
| "-" desemnează un single care nu are date înregistrate sau nu a fost lansat. |      |                           |                           |                 |   |   |  |

## Premii
| An   | Lucrări nominalizate          | Adjudecare                          | Categorie             | Ref.   |
| ---- | ----------------------------- | ----------------------------------- | --------------------- | ------ |
| 2014 | JakePaul (vine)               | A 6-a aniversare a Premiilor Shorty | Premiul Vineographer  | [ 34 ] |
| 2014 | JakePaul (vine)               | A 6-a aniversare a Premiilor Shorty | Comedian Award        | [ 34 ] |
| 2017 | El însuși                     | Radio Disney Music Awards           | Social Media Star     | [ 35 ] |
| 2017 | JakePaulProductions (YouTube) | Teen Choice Awards                  | Choice Music Web Star | [ 36 ] |
| 2017 | JakePaulProductions (YouTube) | Teen Choice Awards                  | Choice YouTuber       | [ 36 ] |